# Americhelidium americanum
Americhelidium americanum is een vlokreeftensoort uit de familie van de Oedicerotidae. De wetenschappelijke naam van de soort is voor het eerst geldig gepubliceerd in 1973 door Bousfield.